# Viaduc de Ballochmyle
Le viaduc de Ballochmyle est un viaduc ferroviaire situé en Écosse. C'est l'ouvrage ferroviaire le plus élevé existant en Grande-Bretagne.
D'une hauteur de 52 mètres, le viaduc, qui franchit le fleuve Ayr, est situé dans l'est du comté d'Ayrshire, à proximité des villes de Mauchline et de Catrine.